# Центральний військовий округ (РФ)
Центральний військовий округ — військово-адміністративна одиниця Збройних сил Російської Федерації, що об'єднує установи, заклади, об'єднання, з'єднання, військові частини, дислоковані в Поволжі, Сибіру і на Уралі. Утворений 1 грудня 2010 року у ході військової реформи 2008—2010 років.
Центральний військовий округ (ЦВО) утворений 1 грудня 2010 року в ході військової реформи 2008—2010 років на базі військ Приволзько-Уральського військового округу і західної частини Сибірського військового округу. До його складу також увійшло 2-е Командування ВПС і ППО. Штаб-квартира — у місті Катеринбурзі.
Війська ЦВО дислокуються в адміністративних межах трьох федеральних округів (Приволзького, Уральського і частини Сибірського) на території наступних суб'єктів Російської Федерації: Республіка Алтай, Республіка Башкортостан, Республіка Марій Ел, Республіка Мордовія, Республіка Татарстан, Республіка Тува, Удмуртська Республіка, Республіка Хакасія, Чуваська Республіка, Алтайський, Красноярський, Пермський краю, Іркутська, Кемеровська, Кіровська, Курганська, Новосибірська, Омська, Оренбурзька, Пензенська, Самарська, Саратовська, Свердловська, Томська, Тюменська, Ульяновська, Челябінська області, Ханти-Мансійський автономний округ — Югра, Ямало Ненецький автономний округ.
До його складу також входить 201-я військова база, яка перебуває у Республіці Таджикистан.
ЦВО є найбільшим військовим округом в Росії: його площа — 70,6 млн. км² (понад 40 % території Росії), а населення — 54,9 млн. осіб (39 %).
Командувачу військами ЦВО підпорядковані всі дислоковані на території округу формування видів і родів військ ЗС Росії, за винятком Ракетних військ стратегічного призначення і Космічних військ. Крім того, в його оперативному підпорядкуванні знаходяться військові формування Внутрішніх військ МВС, Прикордонної служби ФСБ, а також частини МНС та інших міністерств і відомств Росії, які виконують завдання на території округу.

## Підрозділи
Підрозділи окружного підпорядкування:
- 59-та Сиваська бригада управління (Верхня Пишма, Свердловська обл.);
- 179-та бригада зв'язку (територіальна) (Єкатеринбург);
- 201-ша Гатчинська військова база (Душанбе);
- 28-ма зенітно-ракетна бригада (м Чебаркуль, Челябінська обл., 2 дивізіону С-300В);
- 232-га реактивна бригада (м Щуче, Курганська обл.), в/ч 31643 (18 9П140 «Ураган»);
- 12-та окрема гвардійська інженерна Кенізберзько-Городоцька бригада (Уфа);
- 29-та окрема бригада РХБЗ (Катеринбург);
- 18-та бригада РЕБ (м Нижньоудинськ, Іркутська обл.);
- 5-та окрема залізнична бригада (м Абакан);
- 43-тя окрема залізнична бригада (Єкатеринбург);
- 48-ма окрема залізнична бригада (м.Омськ);
- 473-й окружний навчальний Лисичанський центр підготовки молодших спеціалістів мотострілецьких військ (п. Порошина / смт Єланський, Свердловська обл.);
- 105-та окрема бригада МТЗ (смт. Рощинське, Самарська обл.), в/ч 11386;
- 1062-й центр МТЗ.

2-га гвардійська загальновійськова Червонопрапорна армія (Самара):
- 15-та окрема мотострілецька бригада (смт. Рощинське, Самарська обл.)
- 21-ша окрема гвардійська мотострілецька бригада (с. Тоцьке, Оренбурзька обл.), в/ч 12128;
- 30-та окрема мотострілецька бригада, (смт Рощинський, Самарська область), в/ч 90600;
- 92-га ракетна бригада (с. Тоцьке, Оренбурзька обл.), в/ч 30785 (12 9К79-1 «Точка», 9 Р-145БМ);
- 385-та гвардійська артилерійська бригада (с. Тоцьке, Оренбурзька обл.), в/ч 32755 (72 2С19 «Мста-С»);
- 297-ма зенітна ракетна бригада (Уфа), в/ч 02030 (ЗРК «Бук-М2»);
- 91-ша Келецька бригада управління (смт. Рощинське, Самарська обл.), в/ч 59292;
- 581-й окремий розвідувальний артилерійський дивізіон (смт. Тоцьке-2, Оренбурзька обл.), в/ч 64492;
- 950-й реактивний артилерійський полк (смт. Тоцьке-2, Оренбурзька обл.), в/ч 92190 (24 9П140 «Ураган»);
- 39-й окремий інженерно-саперний полк (Удмуртія, смт Кізнер), в/ч 53701;
- 2-й полк РХБЗ, в/ч 18664 (м. Самара);
- 7017 БЗіРОТ (м Бузулук, Оренбурзька обл., 18 100-мм МТ-12, 54 9П149 «Штурм-С»).

41-ша загальновійськова Червонопрапорна армія (Новосибірськ):
- 90-та гвардійська танкова Вітебсько-Новгородська двічі Червонопрапорна дивізія, в/ч 86274 (Челябінська область, місто Чебаркуль), сформована 2017 року на основі 7-ї окремої гвардійської танкової бригади у місті Чебаркуль й 32-ї окремої мотострілецької бригади, що передислокована з міста Новосибірськ до міста Єкатеринбург у 2016 році;
- 35-та окрема гвардійська мотострілецька бригада (м Алейськ, Алтайський край), в/ч 41659, 658130 (41 Т-72, 120 БМП-1, 5 БТР-70/БТР-80, 4 БРДМ-2, 33 МТ-ЛБ, 18 БМ-21 «Град», 36 2С19 «МСТА-С», 18 2С12 «Сані», 12 МТ-12 «Рапіра», 12 9П149 «Штурм-С», 6 «Бук-М1», 6 «Стріла-10», 6 «Тунгуска»);
- 55-та окрема мотострілецька бригада (гірська) (місто Кизил); переважно укомплектована тувинцями[1];
- 74-та окрема гвардійська мотострілецька бригада (м Юрга, Кемеровська обл.), в/ч 21005;
- 103 БЗіРОТ (селище Шилове Новосибірська обл., 84-та омсбр);
- 104 БЗіРОТ (м Алейськ, Алтайський край, 85-та омсбр);
- 187-ма Сивасько-Штеттінська БЗіРОТ (м Нижньоудинськ, Іркутська обл., 86-та омсбр);
- 119-та ракетна бригада (смт. Єланський, Свердловська обл.), в/ч 49547 (12 9К79-1 «Точка», 9 Р-145БМ);
- 120-та гвардійська артилерійська бригада (м Юрга, Кемеровська обл.), в/ч 59361, 660005 (8 9П140 «Ураган», 18 2А65 «МСТА-Б», 6 МТ-12 «Рапіра», 18 9П149 «Штурм-С»);
- 7019 БЗіРОТ (п. Чисті Ключі, Іркутська обл., 16 9П140 «Ураган», 54 152мм 2А65 «Мста-Б», 12 100мм МТ-12, 36 9П149 «Штурм-С»);
- 61-ша зенітна ракетна бригада (м Бійськ, Алтайський край), в/ч 31466, 662000 («Бук-М1»);
- 35-та Талліннська бригада управління (смт Коченеве, Новосибірська обл.), в/ч 57849;
- 106-та окрема бригада МТЗ (м Юрга, Кемеровська обл.).
- 25-та загальновійськова армія[2]:
- 67-ма мотострілецька дивізія;
- 164-та окрема мотострілецька бригада;
- 11-та окрема танкова бригада;
- 73-тя окрема артилерійська бригада
- 349-й окремий батальйон зв'язку

повітрянодесантні війська:
- 31-ша окрема гвардійська десантно-штурмова бригада (м Ульяновськ)
- 242-й навчальний центр ПДВ (м. Омськ)

розвідувальні підрозділи:
- 3-тя окрема бригада спеціального призначення (м Тольятті)
- 24-та окрема бригада спеціального призначення (м Новосибірськ)
- 39-та окрема радіотехнічна бригада особливого призначення (м Оренбург)

### Озброєння
На озброєнні цих підрозділів:
- 24 ПУ тактичних і оперативно-тактичних ракет (по дванадцять «Точка-У» і «Іскандер»);
- понад 500 танків Т-72;
- до 800 БМП-2 і БМД-2,
- понад 300 БТР-80;
- понад 500 САУ,
- близько 250 гармат польової артилерії,
- приблизно 200 мінометів,
- близько 300 реактивних систем залпового вогню:
  - 60 РСЗВ «Ураган»,
  - близько 240 РСЗВ «Град»;
- близько 300 протитанкових ракетних комплексів — ПТРК;
- до 250 ПУ ЗРК військової ППО (С-300В, «Бук», «Тор», «Оса», «Стріла-10»),
- до 50 ЗРПК «Тунгуска»,
- більше 20 ЗСУ-23-4 «Шилка».

Крім того, на території ЦВО розташовані дві центральні бази резерву танків — у Верхній Пишмі (Свердловська область) і Козулька (Красноярський край). На них зберігається танків та іншої бронетехніки принаймні не менше, ніж стоїть на озброєнні регулярних частин округу[джерело?].

## Військово-повітряні сили

### 14-та армія ВПС і ППО
2015 року 2-ге командування ВПС і ППО переформоване на 14-ту армію ВПС і ППО. Наземна ППО округу становить шість зенітно-ракетних полків з ЗРС С-300П (по два в Поволжі і Східному Сибіру, по одному на Уралі і в Західному Сибіру).

### Озброєння
В ЦВО є близько сорока фронтових бомбардувальників Су-24 і до п'ятдесяти модернізованих перехоплювачів МиГ-31БМ. Є також півсотні ударних вертольотів Мі-24 і до сорока транспортних Мі-26 і Мі-8. На території ЦВО дислоковані організаційно йому не підпорялковані авіабази стратегічної авіації в Енгельсі (бомбардувальники Ту-160) і Іркутську (бомбардувальники середньої дальності Ту-22М3) та військово-транспортної авіації (літаки Іл-76) в Оренбурзі.